# Mentoplastia
La mentoplastia (también llamada genioplastia) es un procedimiento quirúrgico que busca mediante diversos medios lograr un aumento en la proyección del mentón.
Se debe realizar en caso de microgenias (mentones pequeños con mandíbulas de tamaño y posición normal). Un error muy frecuente consiste en recurrir a mentoplastias (con prótesis o con osteotomía) para camuflar retrognatias o micrognatias (es decir, posiciones mandibulares retrasadas o mandíbulas pequeñas en su totalidad, no exclusivamente el mentón), lo cual empeora el resultado estético final (deja un "mentón de bruja"). Estos casos deben ser tratados mediante cirugía ortognática con ortodoncia pre y postquirúrgica y no mediante mentoplastia.

## Mediante prótesis
Se implanta una prótesis de silicona u otro material, de pequeñas dimensiones, cuya textura y dureza se asemeje al hueso, impidiendo así que haya una diferencia notable entre un mentón natural y el que ha sido mejorado mediante una prótesis.
El abordaje puede ser intraoral (presentando mayor riesgo de infecciones y encapsulación de las prótesis) o en el cuello por debajo del mentón (que deja una mínima cicatriz). El procedimiento es ambulatorio por lo que no requiere internamiento. Esta es la opción más usual para este procedimiento por su sencillez, mínima cicatriz y rápida recuperación. 
No obstante, tiene el inconveniente de poder presentar rechazo del material protésico, además de poder provocar una fibrosis importante en torno al implante, lo cual incrementa las molestias y puede ser notado el implante por terceras personas. Otro inconveniente es que el implante de silicón no se integra al hueso lo que hace que sea inestable y se mueva constantemente esta fricción puede producir un desgaste del hueso e incluso llevar a que se forme una depresión, No se recomienda en personas jóvenes (con una larga esperanza de vida), dados estos inconvenientes.

## Mediante osteotomía deslizante
Esta intervención es practicada en mayor frecuencia por cirujanos plásticos, otorrionolaringologos con entrenamiento en cirugía plástica facial y cirujanos maxilofaciales. Consiste en hacer, mediante un abordaje intraoral (no hay cicatrices externas) un corte en la mandíbula por debajo de las raíces de los dientes y del nervio dentario, con el fin de avanzar el mentón, que es fijado posteriormente con material de osteosíntesis en la posición planificada previamente por el cirujano. Consigue mejores resultados a largo plazo (al no haber prótesis, no hay riesgo de rechazo, no hay riesgo de fibrosis ni riesgo de movilización), y además permite corregir asimetrías mandibulares con más facilidad que con prótesis. Como inconveniente el postoperatorio inmediato es algo más molesto (más inflamación, más hematoma) y pueden lesionarse el nervio dentario o mentoniano, así como las raíces de algún diente (particularmente la del canino). En manos expertas, estos riesgos son casi inexistentes.

## Sin cirugía
Otro de los métodos que están actualmente en alza son las llamadas mentoplastias sin cirugía mediante inyecciones de sustancias compatibles con el ser humano. una de las más famosas es con ácido hialurónico, una sustancia muy utilizada en el entorno de las cirugías estéticas. Los rellenos con ácido hialurónico tienen muchas ventajas y es que son operaciones no invasivas como las de implante y que además, tienen una recuperación bastante reducida de escasos días. La única desventaja que tiene este método es que no es permanente y sus efectos desaparecen al cabo del año aproximadamente. 
Una segunda técnica utilizada es la "lipomentoplastia". Al igual que con el ácido hialurónico, está técnica utiliza la grasa propia del paciente de otra zona del cuerpo para rellenar el mentón retraído. Los riesgos son mínimos ya que siendo grasa propia, no existe rechazo alguno. De nuevo, la desventaja es que se reabsorbe pasado un tiempo.
Actualmente estas dos técnicas son mucho más económicas y se puede considerar como previas a algo más permanente como las mentoplastias con implantes o de deslizamiento puesto que le permiten al paciente hacer una idea del resultado final.

## Combinada con otra cirugía
Cuando la mentoplastia se combina con una rinoplastia con el propósito de mejorar el perfil estético de la cara, se denomina perfiloplastia.